# Żeglarstwo na Letnich Igrzyskach Paraolimpijskich 2004
Żeglarstwo na Letnich Igrzyskach Paraolimpijskich 2004 w Atenach rozgrywane było między 11 – 23 września, na akwenie Agios Kosmas Olympic Sailing Centre.

## Medaliści
| Konkurencja       | Złoto                                             | Srebro                                                      | Brąz                                                                        |
| 2.4mR (szczegóły) | Damien Seguin                                     | Thomas Brown                                                | Thierry Schmitter                                                           |
| Sonar (szczegóły) | Izrael · Dror Cohen · Arnon Efrati · Benni Vexler | Holandia · Udo Hessels · Marcel van de Veen · Mischa Rossen | Stany Zjednoczone · John Ross Duggan · Jean Paul Creignou · Bradley Johnson |

### Tabela medalowa
| Miejsce | Państwo           | Złoto | Srebro | Brąz | Razem |
| ------- | ----------------- | ----- | ------ | ---- | ----- |
| 1       | Francja           | 1     | 0      | 0    | 1     |
| 1       | Izrael            | 1     | 0      | 0    | 1     |
| 3       | Stany Zjednoczone | 0     | 1      | 1    | 2     |
| 3       | Holandia          | 0     | 1      | 1    | 2     |
|         | Razem             | 2     | 2      | 2    | 6     |